# Cuñapé
Le cuñapé est une sorte de pain fabriqué avec un mélange de fromage et de farine de manioc. Le cuñapé est traditionnel de l'est de la Bolivie. Ce pain de petite taille peut accompagner un plat ou se manger seul. Le mot cuñapé vient de deux mots guaraní : cuña qui signifie « femme » et pé qui signifie « sein ». Une autre interprétation traduit le mot par « petite femme ».

## Préparation
Il est fabriqué à partir d'amidon ou fécule de manioc, œuf, sel, fromage blanc et lait. On forme une pâte homogène puis on la pétrit pour obtenir une sphère. Enfin, ils sont cuits au four. La préparation la plus traditionnelle se fait dans des fours à bois ou en argile, mais de plus en plus largement dans des fours électriques.